# Melinis effusa
Melinis effusa är en gräsart som först beskrevs av Alfred Barton Rendle, och fick sitt nu gällande namn av Otto Stapf. Melinis effusa ingår i släktet Melinis och familjen gräs. Inga underarter finns listade i Catalogue of Life.